# Neoperla lacunosa
Neoperla lacunosa és una espècie d'insecte plecòpter pertanyent a la família dels pèrlids.